# Matthieu Marchio
Matthieu Marchio, né le 8 juin 1993 à Dieppe (Seine-Maritime), est un homme politique français.
Membre du Rassemblement national, il est élu député dans la 16e circonscription du Nord lors des élections législatives de 2022. Il est réélu le 30 juin 2024 au premier tour.

## Biographie
Matthieu Marchio naît le 8 juin 1993 à Dieppe en Seine-Maritime. Il est le fils de Manuel Icilio Albert Marchio, né le 20 janvier 1961 à Fressenneville, mort le 21 septembre 2022 à Friville-Escarbotin,.
Il est candidat Front National aux élections départementales de 2015 dans le canton d'Abbeville-2. Son binôme arrive en tête du premier tour mais il est défait avec 39,14 % des voix face aux candidats UMP. 
Il est collaborateur du groupe Front National au conseil régional du Nord-Pas-de-Calais de 2016 à 2018.
À la tête de la liste « Somain, osons le changement » lors des élections municipales de 2020, il est élu conseiller municipal de Somain en juin 2020, commune dans laquelle il a été parachuté depuis la Picardie. 
Il est présent sur la liste du Rassemblement National aux élections régionales de 2021 dans les Hauts-de-France, placé en 45e position, il n'intègre pas le conseil régional.
Il est candidat du RN aux élections départementales dans le Nord la même année pour le canton de Sin-le-Noble. En binôme avec Anne-Sophie Leclerc née Paco, il arrive en tête au premier tour. Ils sont battus au second tour par le binôme formé de Josyane Bridoux et Frédéric Delannoy.
Lors des élections législatives de 2022, il arrive en tête au premier tour dans la seizième circonscription du Nord des 35,86 % des suffrages. Il remporte le second tour de ces élections, avec 213 voix d'avance sur le candidat communiste sortant Alain Bruneel. 
En mai 2023, il licencie sa suppléante Anne-Sophie Leclerc qu'il avait embauchée comme assistante parlementaire. La Voix du Nord indique que « le torchon brûle entre ces deux personnes ». Elle se plaint notamment d'avoir effectué des semaines de cinquante heures pour cinq-cents euros par mois (elle a signé un CDI de dix-huit heures par semaine), et indique être victime de « brimades et humiliations ». Des accusations contestées par Matthieu Marchio. 
Après la dissolution de l'Assemblée nationale, Mathieu Marchio est réélu le 30 juin 2024 dans la 16e circonscription du Nord dès le premier tour avec 53,12 % des suffrages exprimés. Cette fois-ci, il ne prend plus Anne-Sophie Leclerc comme suppléante, mais Nathalie Facon.
En avril 2025, le conseil des Prud-hommes condamne le député à verser « un peu plus de dix-mille euros au titre des rappels de salaire, de congés, du reliquat du treizième mois et des frais de justice » à Anne-Sophie Leclerc. L'obligation de sécurité ayant été violée, Matthieu Marchio est également condamné à verser cinq-mille euros de dommages et intérêts. Enfin, le CDI à temps partiel est requalifié en CDI à temps complet. Matthieu Marchio a annoncé faire appel de cette décision.
Caroline Varlet, conseillère municipale d'opposition de Douchy-les-Mines, a été assistante parlementaire de juin 2021 à septembre 2022 de Sébastien Chenu puis de Matthieu Marchio. Son contrat de travail a été interrompu. Aussi elle attaque en décembre 2024 les deux députés au conseil de Prud’hommes. Fin juin 2025, le conseil des prud'hommes condamne le député à verser 33,33 € et 26 € aux titres d’indemnités d’occupation de logement et de télétravail, et 150 € au titre de l’article 700 du code de procédure civile, mais juge la rupture du contrat conforme au code du travail.

### Positions
Il dépose en septembre 2022 deux propositions d’amendements visant à restreindre le droit de vote des salariés étrangers aux élections professionnelles, en particulier pour ceux n'étant pas des ressortissants européens.
En avril 2023, avec Jérémie Patrier-Leitus, député Horizons du Calvados, il prend la présidence d’un groupe d’études tourisme et patrimoine à l'Assemblée nationale.